# Noord-Hollandpad

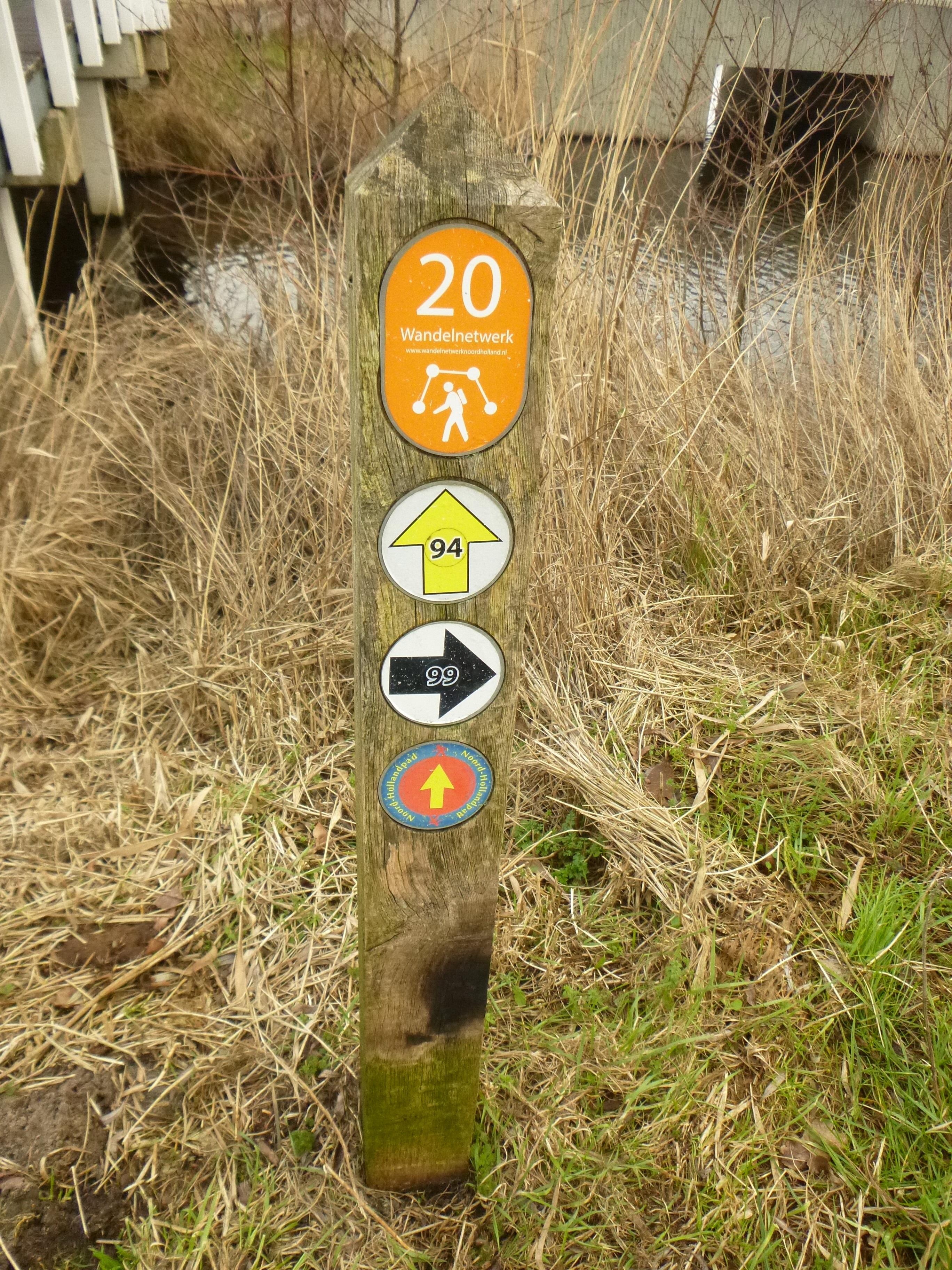
Routebordje van het Noord-Hollandpad in Den Helder (onderste bordje)

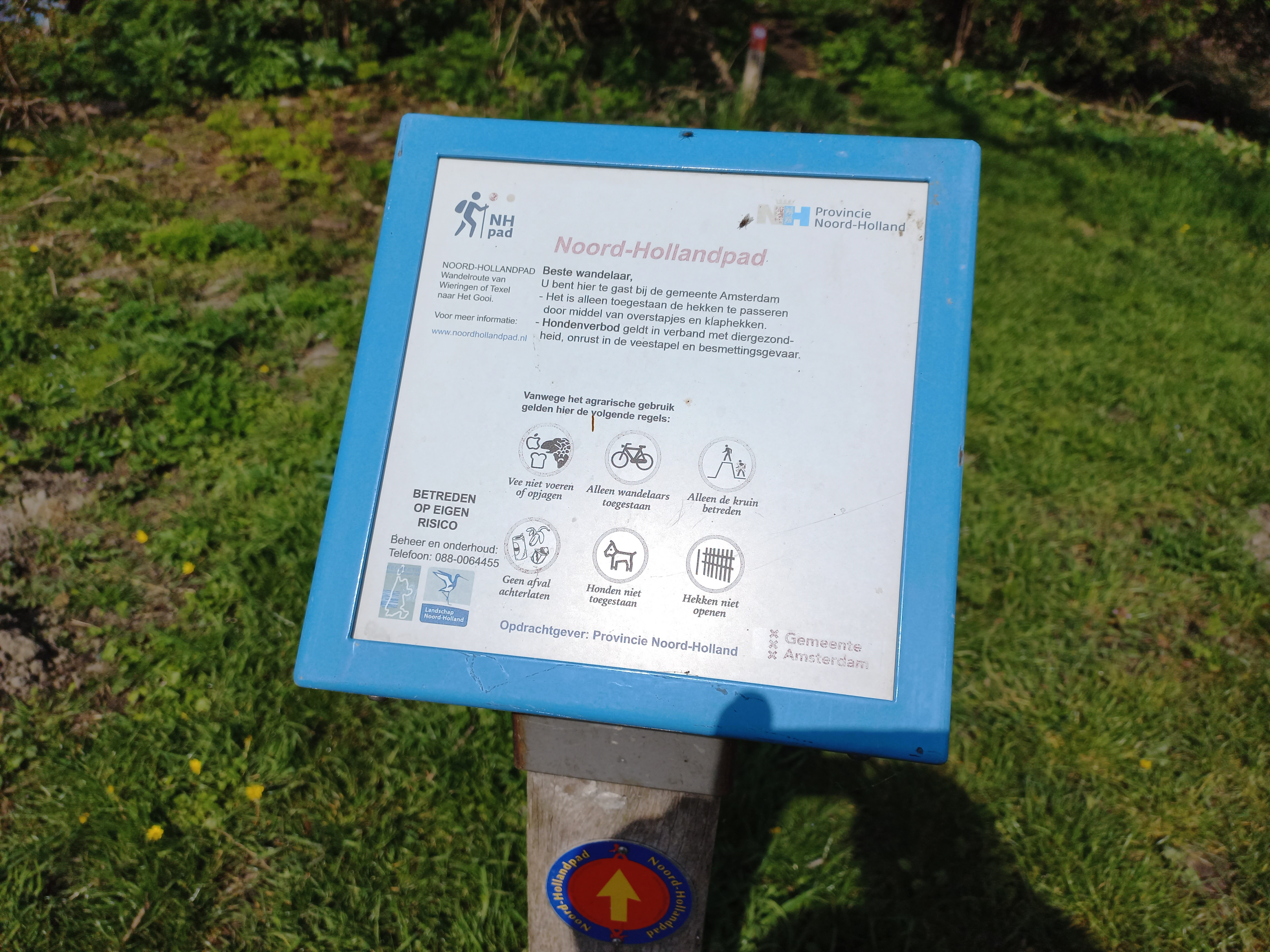
Infobord bij Gemaal Schimmelpenninck van der Oyeweg, Amsterdam (april 2022)

Het Noord-Hollandpad is een langeafstandswandeling van 284 kilometer en doorkruist de hele provincie Noord-Holland van De Cocksdorp op Texel naar Huizen in 't Gooi. De hoofdroute telt 16 etappes variërend van 10 tot 25 kilometer. De aftakking bij Kolhorn voert in twee etappes (van 13 en 17 kilometer) naar Den Oever over het vroegere eiland Wieringen. Het Noord-Hollandpad kronkelt langs water, duinen, schapen, bloembollen, historische dorpen, molens, gemalen, boerenlandpaden, dijken, slootjes, trekpontjes en heide door de hele provincie.
Het Noord-Hollandpad werd in 2006 aangelegd door Recreatie Noord-Holland NV, Bureau Lopende Zaken en Landschap Noord-Holland in opdracht van de Provincie Noord-Holland. De provincie en gemeenten zetten zich in om meer recreatieve wandelpaden te ontwikkelen. Ze zorgen niet alleen voor groen op de kaart, maar maken dit ook bereikbaar en toegankelijk. Inwoners en bezoekers van Noord-Holland kunnen zo binnen 10 minuten in het Noord-Hollandse groen zijn. In 2012 werd het Noord-Hollandpad uitgeroepen tot wandelroute van het jaar door een jury van de Fiets en Wandelbeurs.

## Route
De route van het Noord-Hollandpad is in twee richtingen bewegwijzerd met duidelijke stickers voorzien van blauwe (noord-zuid) en gele (zuid-noord) pijlen in een rood vlak. Aan het begin van iedere etappe staat een bord met informatie over de wandeling, de omgeving, eventuele horeca, bezienswaardigheden en openbaar vervoer. Ook is het Noord-Hollandpad grotendeels te lopen met de knooppuntnummers zoals in de in 2019 geheel herziene routegids vermeld voor iedere etappe. De route is minder geschikt voor rolstoelgebruikers en honden zijn op veel plaatsen niet toegestaan.
De etappes:
De Cocksdorp-De Waal (18 km): Texelse natuur en de Waddenzee
Het Noord-Hollandpad begint op de Zeedijk, even ten zuiden van de vuurtoren van De Cocksdorp. Over lange dijken, langs de Waddenzee, via weilandpaden en vroegere kreekbeddingen zigzagt het pad naar het Eierlands Kanaal. Bij Waalenburg voert de route door het oudste vogelreservaat van Nederland met kreken, greppels, kolken en bontgekleurde weilanden. De etappe eindigt in De Waal - een dorp met karakteristieke huisjes, een museum en een gemoedelijke rust. 
De Waal-Den Helder (19  km wandelen): Door de binnenlanden van Texel (en met de veerboot naar Den Helder)
Een mooie wandeling door de binnenlanden van Texel langs karakteristieke tuinwallen en schapenboeten en de Hoge Berg die met 15 meter boven zeeniveau het hoogste punt van het eiland vormt. Door het drassige vogel- en schapenlandschap voert de route naar het gerestaureerde Fort De Schans en via de Waddendijk en de Texelerzeedijk eindigt het pad bij de veerhaven Den Hoorn en de boot naar Den Helder.
Den Helder-Julianadorp (15 km): Duingraslanden en waterpartijen
Het Noord-Hollandpad begint in het centrum van Den Helder en volgt de 19-eeuwse liniedijk naar het Fort Dirksz Admiraal. Een verrassende route met weidse uitzicht over Den Helder, de Helderse Duinen en de stalen sculpturen van de Nollen. Het volgende deel van de route gaat dwars door het natuurgebied Mariëndal, een eldorado voor beschermde dier- en plantensoorten. Ruim 50 hectare bollengrond is hier omgezet in lage duintjes, duingrasland en waterpartijen. Verderop ligt Julianadorp met daaraan grenzend Noorderhaven waar deze etappe eindigt.
Julianadorp-Wieringerwaard (13 km): Weidse polders en bollenvelden
Deze etappe over oude zeedijken, dwars door de bollenvelden en weidse polders doorkruist een landschap van rust en ruimte. Vanaf Noorderhaven en na het pontje over het Noordhollandsch Kanaal, voert het pad naar het Westeinde van de Gelderse Buurt. Lange rechte wegen en boerderijen bepalen het beeld. En de bloembollen want dit is het grootste bloembollenproductiegebied ter wereld. Tussen de schapen over de Zijperdijk loopt de route naar het sfeervolle dijkdorpje Oudesluis. Over het gras van de Noorddijk eindigt de etappe in Wieringerwaard met het witte kerkje, de oude watertoren en korenmolen De Hoop.
Wieringerwaard-Kolhorn (10 km): Wandelen door de voormalige Zuiderzee
Dit is met 10 kilometer de kortste etappe van het Noord-Hollandpad. Via het dijkbuurtje Nieuwesluis gaat de route over de kaarsrechte grasdijk langs het Waardkanaal naar Kolhorn. De strook langs de dijk wordt natuurvriendelijk beheerd en is een trekgebied voor vlinders. Ook de roerdomp, de rietzanger en de kleine karekiet voelen zich hier thuis. Aan het eind van de dijk ligt het voormalige vissersdorp Kolhorn. Op de dijk staan nog een paar zwarte boeten (schuren) die vroeger gebruikt werden om turf in op te slaan. In Kolhorn komt de aftakking vanuit Den Oever en De Haukes weer samen met de hoofdroute van het Noord-Hollandpad.
alternatief: Den Oever-de Haukes (13 km): Fascinerende vergezichten en duizenden vogels
De aftakking van het Noord-Hollandpad over het voormalige eiland Wieringen begint in de bedrijvige zeehaven van Den Oever aan de idyllische Waddenzee. Over hobbelige grasdijken en de meanderende oevers van de voormalige Zuiderzee, nu Wieringermeer, gaat de wandeling door een oer-Hollands open landschap met fascinerende vergezichten. De bijzondere sfeer wordt versterkt door het lichtglooiende landschap dat in de ijstijd is ontstaan. Dit is goed te zien bij het haventje van De Haukes. 
alternatief: de Haukes-Kolhorn (17 km): Op de grens van oud en nieuw
Ook al behoort Wieringen sinds ongeveer 1930 tot het vasteland, er heerst nog een eilandgevoel. Het landschap is oer-Hollands, open en weids met fascinerende vergezichten. De bijzondere sfeer ‘op Wieringen’ wordt mede veroorzaakt door het lichtglooiende landschap dat in de ijstijd is ontstaan. Dit is goed te zien bij het haventje van De Haukes, het startpunt van deze etappe. Over hoge grasdijken voert de route langs de vogelrijke vooroevers van het Amstelmeer en de plasdrasoevers van het Waardkanaal. In Kolhorn aan de Westfriese Omringdijk, op de grens van oud en nieuw, eindigt deze etappe.
Kolhorn-Obdam (22 km): Afwisselende binnenlanden van West-Friesland
Deze afwisselende etappe loopt dwars door de veenpolders langs kassen en bollenvelden, weilanden en windmolens. Sinds de inpoldering ligt het voormalige vissersdorp Kolhorn midden in het Westfriese landschap. Enkele zwarte boeten (schuren), waarin vroeger turf werd bewaard, zijn gerestaureerd en ingericht als museum. Vanaf de Westfriese Omringdijk over dijken, langs bochtige veenriviertjes en rechte kanalen voert de route naar het lintdorp Obdam. De natuurverbinding Omval-Kolhorn biedt schuil- en broedplaatsen aan vogels en vissen.
Obdam-Schermerhorn (Schermer) (13 km): Een heus weide-vogelparadijs
Dwars door het unieke cultuurlandschap van Laag-Holland - onder de zeespiegel - loopt deze etappe van Obdam naar Schermerhorn. Een afwisselende route langs veenweiden met kronkelige slootjes, strakke vaarten, oude kerkenpaden en droogmakerijen. Natuurorganisaties en boeren doen er alles aan om de vele weidevogels die hier leven te beschermen. In de 17e eeuw werd de Schermeer, een meer van 4 meter diep, drooggemalen. Van de 56 molens staan er nog 11. Veel molens werden vervangen door elektrische gemalen. Het maritieme verleden, de visserij en de walvisjacht, is nog zichtbaar in de hervormde kerk van Schermerhorn. 
Schermerhorn (Schermer)-Akersloot (15 km): Unesco Werelderfgoed Beemster
Een prachtige wandeling door een uniek landschap, met weidse vergezichten en Hollandse luchten. Droogmakerijen De Beemster en De Schermer illustreren de technische kennis van de Nederlanders in de Gouden Eeuw. Omdat het water de steden bedreigde en er behoefte was aan meer landbouwgrond werden de polders leeggemalen. Kenmerkend zijn de geometrische opzet van de wegen en sloten en de stolpboerderijen met hun piramidedak en het vierkante boerenerf. De Beemster is sinds 1999 UNESCO Werelderfgoed. De polder met de rechte akkers, wegen, kanalen en dijken ligt 3,5 meter onder zeeniveau. In De Rijp, Grootschermer en Driehuizen staan de huizen nog aan het water. Het pontje over het Noordhollandsch Kanaal naar Akersloot zet de wandelaars af bij het eindpunt van de etappe.
Akersloot-Krommenie (15 km): Dwars door Oer-IJgebied
Langs de oevers van het Alkmaardermeer gaat het pad richting Uitgeest. In de poeltjes langs de route door dit vogelrijke gebied is het een drukte van jewelste en ‘s winters vliegen hier duizenden smienten over. De etappe gaat verder door het Oer-IJgebied, waar duizenden jaren geleden een zijtak van de Rijn stroomde. Vanaf de Lagendijk, een oude zeedijk uit de middeleeuwen die het water van het IJ en de Zuiderzee tegenhield, is het Fort bij Krommeniedijk (Fort K’IJK) zichtbaar. Het is een van de 42 forten van de Stelling van Amsterdam en heeft een bezoekerscentrum. Bij het station van Krommenie eindigt de etappe.
Krommenie-Halfweg (25 km): Van rust naar rumoer
De twee forten van de Stelling van Amsterdam aan deze etappe, Fort aan den Ham en Fort Veldhuis, zijn een aantal zondagen per maand te bezichtigen. Over schelpenpaden, dijkweggetjes en fietspaden en de weg loopt de route naar de Noorder IJ- en Zeedijk. Met de veerpont over het Noordzeekanaal, via naar de polderbossen van Spaarnwoude en over de Spaarndammerdijk eindigt deze etappe in Halfweg. De rust van de polder maakt plaats voor rumoer van de Randstad. Ook dit hoort bij het Noord-Hollandpad. 
Halfweg-Ouderkerk (25 km): Door de groene longen van Amsterdam

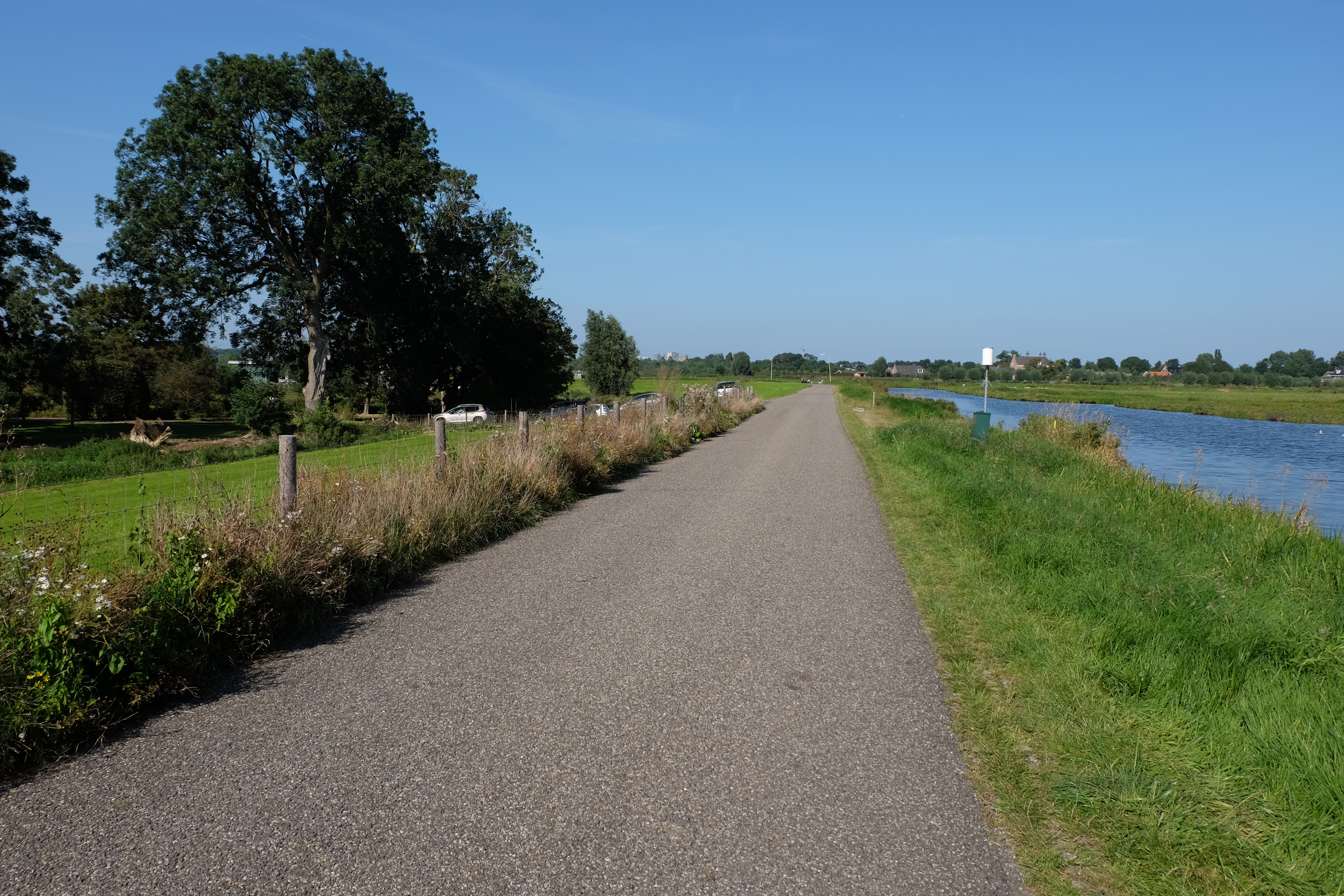
Door de Middelpolder in Amstelveen

Voorbij het drukke Halfweg gaat het pad over de grasdijk langs de ringvaart van de Haarlemmermeer. Na de Tuinen van West en het Lutkemeerpark volgt de route de groene randen van Osdorp en Slotervaart naar de oeverlanden van de Nieuwe Meer. Via de Schinkelsluizen en de Kalfjeslaan en het verrassende natuur- en recreatiepark Middelpolder, voert de route dwars door de weilanden, langs natuurvriendelijke oevers, plasjes en poeltjes vol weidevogels. De wandeling eindigt net voorbij Ouderkerk aan de Amstel.
Ouderkerk-Abcoude (24 km): Weidevogels, orchideeën en lepelaars
Vanaf Ouderkerk aan de Amstel voert deze etappe door de buitenwijken van Amstelveen naar de groene weilanden van de Bovenkerkerpolder, waar de grutto’s, tureluurs en kieviten af- en aanvliegen. Een deel (1334 meter) van de route werd in 2020 vernoemd naar oud-gedeputeerde Hans Schipper, een van de grondleggers van het Noord-Hollandpad. De route voert langs de bochtige rivier de Waver en de in het groen verscholen forten Botshol en Waver van de Stelling van Amsterdam. In het stille laagveengebied Botshol met de grote plassen, smalle slootjes en moerasbos groeien bijzondere orchideeën en vleesetende plantjes. ’s Zomers broedt er een kolonie lepelaars. Over de verharde weg eindigt de wandeling in Abcoude.
Abcoude-'s Graveland (17 km): Kronkelende rivieren en veenlandschap
Vanaf Abcoude loopt het pad oostwaarts langs het romantisch meanderende Gein naar Nigtevecht. In Nederhorst den Berg komt de route samen met het oude tracé van het Noord-Hollandpad dat via Baambrugge, Loenersloot en Vreeland loopt. Over onverharde paden gaat de route langs de Ankeveense Plassen, een uitgestrekt veenlandschap met talloze vogels en bijzondere waterplanten. Door bossen, langs buitenplaatsen die in de 18e en 19e eeuw werden gebouwd als zomerverblijven voor de rijke handelaars uit Amsterdam met prachtige tuinen en parken eindigt de etappe in ’s-Graveland bij het Bezoekerscentrum Gooi en Vechtstreek.
's Graveland-Huizen (15 km): Heide, bossen en Tafelberg
Bij het Bezoekerscentrum Gooi en Vechtstreek in ’s-Graveland start de laatste etappe van het Noord-Hollandpad in zuidelijke richting. Via de Gooise stuwwal, langs romantische landgoederen voert de route door het Spanderswoud dat vroeger een productiebos was. De Natuurbrug Zanderij Crailoo verbindt dit woud met de Bussummerheide. Verderop ligt de Laarderhoogt, de langste natuurbrug ter wereld, waarmee dieren (behalve honden), wandelaars en fietsers de A1 kunnen oversteken naar de Wester- en Blaricummerheide. Langs de Tafelberg (36,4 m), de hoogste berg van het Gooi, en over de Tafelbergheide eindigt het Noord-Hollandpad in de haven van Huizen.